# متریک شوارتس‌شیلد
متریک شوارتس‌شیلد (به انگلیسی: Schwarzschild metric) اولین و مهم‌ترین جواب دقیق معادلات میدان اینشتین است که در سال ۱۹۱۶ و توسط کارل شوارتزشیلد پیدا شد.
این جواب، متریک فضازمان است حول یک جرم m با تقارن کروی. خود این جرم ممکن است توسط یک توزیع جرم با تقارن کروی که به فاصله‌ای از آن قرار دارد احاطه شده باشد. متریک شوارتزشیلد تنها قادر است محیط بیرونی یک جسم گرانشی را مورد بررسی و توصیف قرار دهد.
برای بررسی نواحی جرم دار (درون ستاره‌ای) به متریک تولمن-اوپنهایمر-ولکوف خواهیم رسید.

## متریک
اگر {\displaystyle \mathbf {} r,\theta ,\phi } مختصات قطبی معمولی باشند، متریک شوارتزشیلد را به صورت زیر می‌توان نمایش داد: